# Eupelmus vuilleti
Eupelmus vuilleti is een vliesvleugelig insect uit de familie Eupelmidae. De wetenschappelijke naam is voor het eerst geldig gepubliceerd in 1913 door Crawford.